# Марина ди Карара (Маса-Карара)
Марина ди Карара је насеље у Италији у округу Маса-Карара, региону Тоскана.
Према процени из 2011. у насељу је живело 25000 становника. Насеље се налази на надморској висини од 6 м.